# 마스터 컨트롤

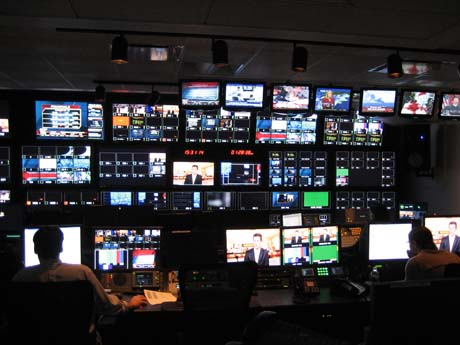
폭스 비즈니스의 마스터 컨트롤

마스터 컨트롤(master control) 또는 주 제어는 대부분의 공중파 TV 방송국과 TV 네트워크에서 흔히 볼 수 있는 방송 운영의 기술 허브이다. 이는 카메라에서 카메라로 전환하는 등의 활동을 조정하는 텔레비전 스튜디오의 프로덕션 컨트롤 룸(PCR)과는 다르다. 전송 제어실(TCR)은 일반적으로 크기가 더 작으며 중앙 캐스팅의 축소 버전이다.
마스터 컨트롤은 신호가 지상파 TV나 케이블캐스트, 방송용 위성 제공업체를 위해 공중파로 전송되거나 케이블 TV 운영자에게 전송되기 전의 최종 지점이다. 텔레비전 마스터 컨트롤 룸에는 비디오 모니터 뱅크, 위성 수신기, 비디오테이프 기계, 비디오 서버, 전송 장비, 그리고 최근에는 텔레비전 프로그램 녹화 및 재생을 위한 컴퓨터 방송 자동화 장비가 포함된다.
마스터 컨트롤에는 일반적으로 지속적인 작업을 보장하기 위해 24시간 내내 한 명 또는 두 명의 마스터 컨트롤 운영자가 배치된다. 마스터 컨트롤 운영자는 방송 중인 제품의 품질과 정확성을 모니터링하고, 전송이 정부 규정을 충족하는지 확인하고, 장비 오작동 문제를 해결하고, 송출을 위한 프로그래밍을 준비하는 일을 담당한다. 규정에는 기술적인 것(예: 과도한 변조 및 무단 방송 방지)과 내용적인 것(예: 외설 및 스테이션 ID)이 모두 포함된다.
많은 텔레비전 네트워크와 라디오 네트워크 또는 방송국 그룹은 통합 시설을 갖추고 있으며 현재 하나의 지역 마스터 컨트롤 또는 중앙 방송 센터에서 여러 방송국을 운영하고 있다. 이러한 대규모 중앙 집중식 방송 프로그래밍 시스템의 예로는 단일 "허브"가 수십 개의 방송국 자동화 시스템을 제어하고 해당 방송 신호를 모니터링하여 일부 책임을 줄이거나 제거할 수 있게 해주는 NBC의 "허브-스포크 프로젝트"가 있다. 소유 및 운영(O&O) 스테이션의 현지 직원.
미국 외 지역에서는 CBC(캐나다 방송 협회)가 4개의 라디오 네트워크, 2개의 방송 TV 네트워크, 단 2개의 마스터 컨트롤 지점에서 여러 케이블/위성 라디오 및 TV 서비스를 관리한다(토론토에 있는 캐나다 방송 센터의 영어 서비스). 캐나다의 다른 많은 공영 및 민간 방송사도 비슷한 접근 방식을 취했다.

## 같이 보기
- 중앙 전화실